# Francesco Palvisino

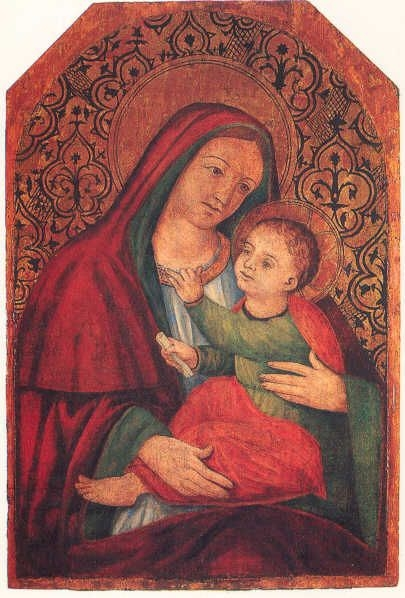
Francesco Palvisino: (zugeschrieben): Gottesmutter von Konstantinopel, Acquaviva delle Fonti

Francesco Palvisino (* vor 1528 in Putignano; † nach 1528) war ein italienischer Maler.

## Hintergrund
Francesco Palvisino wurde von den Brüdern der Basilika „Vergine Santissima del Carmelo“ in Mesagne beauftragt, die Kapelle aus dem sechzehnten Jahrhundert mit einem Bildnis von Unserer Liebe Frau auf dem Berge Karmel zu versehen.